# ماتيلد بونابرت
ماتيلد بونابرت (بالفرنسية: Mathilde Bonaparte )‏ (و. 1820 – 1904 م) هي صاحبة صالون أدبي، ورسامة، ونجمة اجتماعية فرنسية، ولدت في ترييستي، توفيت في باريس، عن عمر يناهز 84 عاماً.

## روابط خارجية
- ماتيلد بونابرت على موقع الموسوعة البريطانية (الإنجليزية)
- ماتيلد بونابرت على موقع ميوزك برينز (الإنجليزية)